# Тракстун Хер
Radnor, Pennsylvania
Томас Тракстун Хер (енгл. Thomas Truxtun Hare) (Филаделфија, Пенсилванија, 12. октобар 1878. — Раднор, Пенсилванија, 2. фебруар 1956) био је свестрани амерички спортиста који бавио атлетиком, стрељаштвом, а играо је и амерички фудбал.
Освојио је сребрну медаљу у бацању кладива на Олимпијским играма 1900. одржаним у Паризу, Француска, а такође је учествовао у такмичењу у бацању кугле и диска, али без значајнијих резултата. Истакнути студент Универзитета Пенсилванија, за све четири године основних студија је био играч универзитетске репрезентације америчког фудбала где је проглашен за најбољега играча универзитетског америчког фудбала у XIX. веку. Бавио се и атлетиком и стрељаштвом.
Учествовао је и на Олимпијским играма 1904. у Сент Луису. Такмичио се десетобоју и освојио бронзану медаљу. Десетобој је први пут био у олимпијском програму, а састојао се од следећих дисциплина: трчање 100 јарди, 120 јарди препоне, 1 миљу, ходање 880 јарди, скокови увис, удаљ, скок мотком и бацања кугле, кладива и бацање терета од 56 фунти. 
Постао је адвокат, специјализован за корпоративно право. Пензионисао се 1951. Писао је поезију и објавио осам књига песама за децу.